# Ocyptamus simulatus
Ocyptamus simulatus är en tvåvingeart som först beskrevs av Charles Howard Curran 1939.  Ocyptamus simulatus ingår i släktet Ocyptamus och familjen blomflugor.
Artens utbredningsområde är Peru. Inga underarter finns listade i Catalogue of Life.